# Tan Ya-ting
Tan Ya-ting (kinesiska:谭雅婷), född 7 november 1993 i Hsinchu i Taiwan, är en taiwanesisk bågskytt. Hon tog en bronsmedalj i lagtävlingen vid de olympiska bågskyttetävlingarna 2016 i Rio de Janeiro.
Tan började med bågskytte 2005 och gjorde sin internationella tävlingsdebut 2008 då hon tog en bronsmedalj i lagtävlingen vid juniorvärldsmästerskapen i Antalya och som 16-åring tog hon en silvermedalj vid olympiska sommarspelen för ungdomar 2010. Två år senare tävlade hon i de olympiska bågskyttetävlingarna i London där hon slutade på en niondeplats i den individuella tävlingen och en femteplats i lagtävlingen.
Tan har även tagit en bronsmedalj vid världsmästerskapen 2013 samt två bronsmedaljer vid världsmästerskapen 2017.